# Theope decorata
Theope decorata is een vlindersoort uit de familie van de prachtvlinders (Riodinidae), onderfamilie Riodininae.
Theope decorata werd in 1878 beschreven door Godman & Salvin.